# Christelijke Partij Burgerbelangen
Christelijke Partij Burgerbelangen (CPB) is een lokale politieke partij in de Nederlandse gemeente Steenwijkerland. De CPB is in 1973 opgericht in de voormalige gemeente Brederwiede onder de naam Christelijke Partij Brederwiede. In 2001, het jaar waarin Brederwiede opging in de nieuwe gemeente Steenwijkerland, werd de partijnaam gewijzigd in Christelijke Partij Burgerbelangen. In 2022 behaalde CPB het hoogste aantal zetels in haar bestaan: 5 zetels.

## Verkiezingsresultaten
| Behaalde zetels bij gemeenteraadsverkiezingen | Behaalde zetels bij gemeenteraadsverkiezingen |
| --------------------------------------------- | --------------------------------------------- |
| 2001                                          | 4                                             |
| 2006                                          | 3                                             |
| 2010                                          | 3                                             |
| 2014                                          | 4                                             |
| 2018                                          | 3                                             |
| 2022                                          | 5                                             |